# Nicole (ca sĩ Đức)
Nicole Hohloch (sinh ngày 25 tháng 10 1964, sau này lấy tên chồng gọi là Nicole Seibert) với nghệ danh Nicole, là một ca sĩ nhạc Hits người Đức. Lúc 17 tuổi cô đại diện nước Đức trình diễn với bài hát Ein bißchen Frieden (Một chút yên bình) đoạt được giải Eurovision Song Contest 1982 và trở thành người Đức đầu tiên được giải này.